# Tracce di vita amorosa
Tracce di vita amorosa è un film del 1990 diretto da Peter Del Monte.
Il film fu presentato in concorso alla 47ª Mostra internazionale d'arte cinematografica di Venezia.
Fu l'ultima fatica cinematografica dell'attore Walter Chiari, che l'anno dopo avrebbe partecipato alla pellicola Capitan Cosmo, realizzata però esclusivamente per la TV.

## Trama
Diversi episodi, anzi tracce o spunti, che si richiamano al mondo dell'attrazione o degli affetti: un bimbetto, geloso del fratellino appena nato e pronto per questo a far soffrire la mamma; un adolescente che si limita a intrattenere solo sguardi pietosi con una ragazza sbandata, violentata a turno da due teppistelli in un vagone merci; una fidanzata che rifiuta di prendere in affitto un modesto alloggio solo perché vi ha scoperto lettere e fotografie concernenti un amore sfortunato; una coppia rissosa, sempre in altalena fra amore e odio; una giovane moglie che pianta il marito, che l'adora, e il bambino, murata nel mutismo e senza il minimo perché; l'enfatica lezione sull'amore, fatta in una classe di giovanissimi da un colto professore, pronto a sequestrare (con espulsione del colpevole) un tenero messaggio di questi a una compagna; una giovane donna che segue un anziano signore nel quale batte il cuore trapiantato del fidanzato morto; l'esercizio acrobatico e pericoloso di un ragazzetto in onore di una bambina che sta guardando un altro; l'amore per una donna, assurdamente proclamato con lo spray da un uomo di affari milanese sul muro di cinta della casa romana dove lei abita; le fantasie erotiche di una coppia di sconosciuti in treno; l'improvviso, silenzioso abbraccio di un maturo manager con una non più giovanissima segretaria, fra i dati del bilancio e la routine quotidiana; la curiosità di una signora per un taccheggiatore all'opera in un grande magazzino, che la coinvolge arditamente e la rende involontaria complice nel furto di articoli vari; un vecchio ospedalizzato che, di notte, scappa nudo pur di tornare a casa.